# Condat (Cantal)
Condat-en-Féniers redirige ici.
Pour les articles homonymes, voir Condat.
Condat est une commune française située dans le département du Cantal, en région Auvergne-Rhône-Alpes. Le nom populaire est Condat-en-Féniers.
Ses habitants s'appellent les Condatais.

## Géographie

### Localisation
Condat, commune du parc naturel régional des Volcans d'Auvergne, est située aux confluents de trois cours d'eau : la Rhue et deux de ses affluents, la Santoire et le Bonjon. Le bourg, à 700 m d'altitude, est construit dans la vallée séparant les plateaux de l'Artense et du Cézallier. Condat est à mi-chemin entre les monts Dore (Sancy), au nord et les monts du Cantal, au sud.
| Montboudif    | Égliseneuve-d'Entraigues (Puy-de-Dôme) | Chanterelle |
|               | Condat (Cantal)                        | Montgreleix |
| Saint-Amandin | Lugarde                                | Marcenat    |

### Climat
Pour des articles plus généraux, voir Climat d'Auvergne-Rhône-Alpes et Climat du Cantal.
En 2010, le climat de la commune est de type climat de montagne, selon une étude du CNRS s'appuyant sur une série de données couvrant la période 1971-2000. En 2020, Météo-France publie une typologie des climats de la France métropolitaine dans laquelle la commune est exposée à un climat de montagne ou de marges de montagne et est dans la région climatique Ouest et nord-ouest du Massif Central, caractérisée par une pluviométrie annuelle de 900 à 1 500 mm, maximale en automne et en hiver.
Pour la période 1971-2000, la température annuelle moyenne est de 9,3 °C, avec une amplitude thermique annuelle de 15,4 °C. Le cumul annuel moyen de précipitations est de 1 126 mm, avec 12,3 jours de précipitations en janvier et 8,4 jours en juillet. Pour la période 1991-2020, la température moyenne annuelle observée sur la station météorologique de Météo-France la plus proche, sur la commune de Marcenat à 7 km à vol d'oiseau, est de 7,7 °C et le cumul annuel moyen de précipitations est de 1 174,5 mm,. Pour l'avenir, les paramètres climatiques de la commune estimés pour 2050 selon différents scénarios d'émission de gaz à effet de serre sont consultables sur un site dédié publié par Météo-France en novembre 2022.

## Urbanisme

### Typologie
Au 1er janvier 2024, Condat est catégorisée commune rurale à habitat dispersé, selon la nouvelle grille communale de densité à 7 niveaux définie par l'Insee en 2022.
Elle est située hors unité urbaine et hors attraction des villes,.

### Occupation des sols
L'occupation des sols de la commune, telle qu'elle ressort de la base de données européenne d’occupation biophysique des sols Corine Land Cover (CLC), est marquée par l'importance des territoires agricoles (56,2 % en 2018), en augmentation par rapport à 1990 (54,1 %). La répartition détaillée en 2018 est la suivante : prairies (50,1 %), forêts (32,1 %), milieux à végétation arbustive et/ou herbacée (9,2 %), zones agricoles hétérogènes (6,1 %), zones urbanisées (1,8 %), espaces verts artificialisés, non agricoles (0,6 %). L'évolution de l’occupation des sols de la commune et de ses infrastructures peut être observée sur les différentes représentations cartographiques du territoire : la carte de Cassini (XVIIIe siècle), la carte d'état-major (1820-1866) et les cartes ou photos aériennes de l'IGN pour la période actuelle (1950 à aujourd'hui).

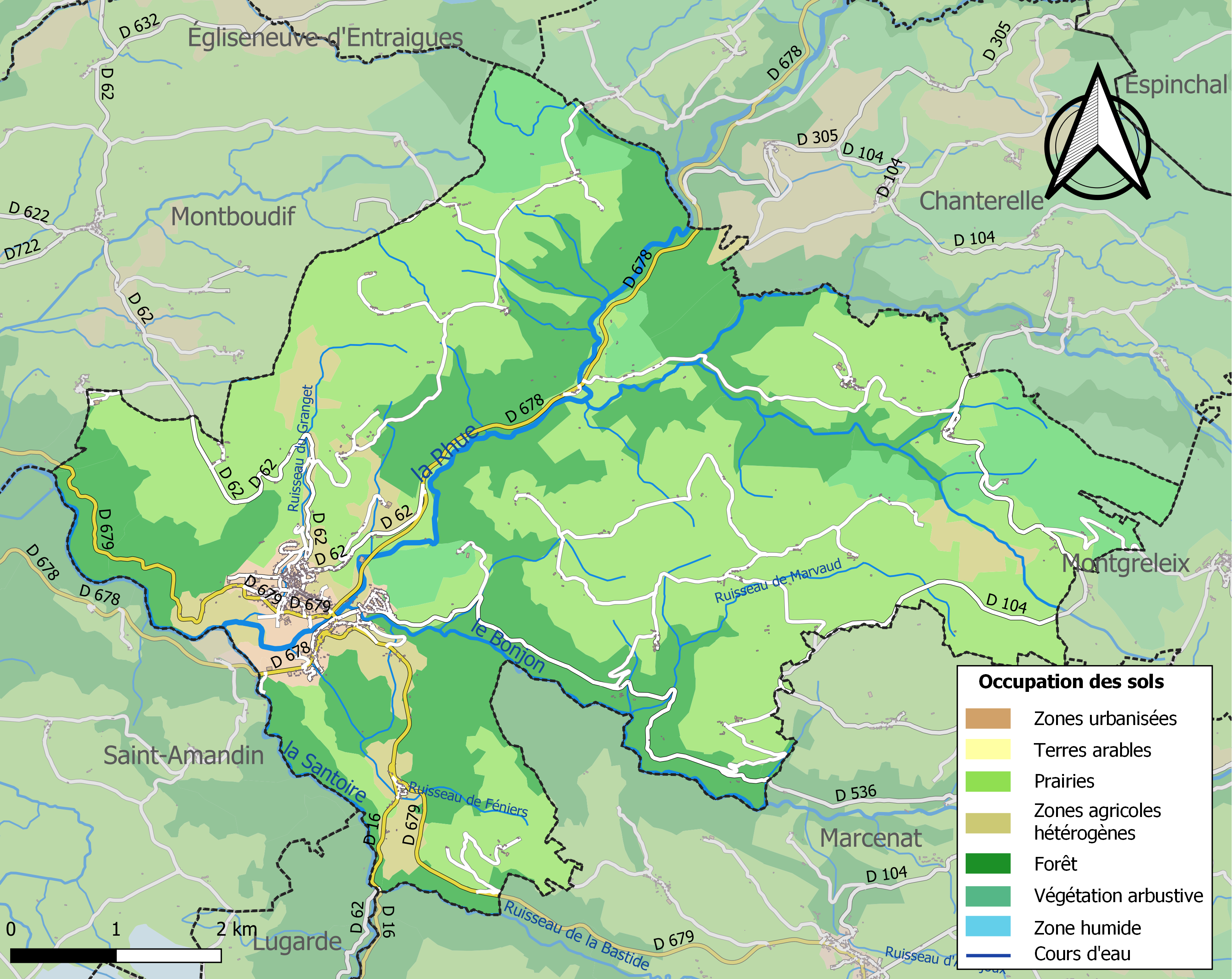
Carte des infrastructures et de l'occupation des sols de la commune en 2018 (CLC).

### Lieux-dits, hameaux et écarts
- Quartiers du bourg : la Place basse, la Borie de Pourtou, le Vernet, la Borie basse, le Moulin, la Planoune, Prat des Clercs…
- Lieux-dits et hameaux : Auliac, Bonnenuit, Buffiers, Laborie de Buffiers, Caillogue, Charreyre, Courtilles, Coussou, Englares, Espinassouse, Feniers, Fontarelle, la Montagne d'Espinassouse, Garrey, Lacoste, la Barthe, Laborie d'Estaules, la Chapelle, la Chèvre Blanche, la Croix Neuve, la Furée, la Giraude, la Grangeoune de la Furée, la Missonie, la Loudeau, la Soucheyre, Lastauve, l'Estrade, le Baquet, le Breuil, le Danty, le Marlou, le Petit Jolon, le Pradou de Buffiers, le Veysset, Margnat, Montagne de Margnat, Marvaud, Passayrou, Recourtel, Rochebec, Roucoules, Sautevedelle, Tremizeaux, Védrines.

### Habitat et logement
En 2018, le nombre total de logements dans la commune était de 828, alors qu'il était de 825 en 2013 et de 809 en 2008.
Parmi ces logements, 55,7 % étaient des résidences principales, 27,1 % des résidences secondaires et 17,2 % des logements vacants. Ces logements étaient pour 77,7 % d'entre eux des maisons individuelles et pour 20,8 % des appartements.
Le tableau ci-dessous présente la typologie des logements à Condat en 2018 en comparaison avec celle du Cantal et de la France entière. Une caractéristique marquante du parc de logements est ainsi une proportion de résidences secondaires et logements occasionnels (27,1 %) supérieure à celle du département (20,4 %) et à celle de la France entière (9,7 %). Concernant le statut d'occupation de ces logements, 69,7 % des habitants de la commune sont propriétaires de leur logement (68,7 % en 2013), contre 70,4 % pour le Cantal et 57,5 pour la France entière.
| Typologie                                               | Condat | Cantal | France entière |
| ------------------------------------------------------- | ------ | ------ | -------------- |
| Résidences principales (en %)                           | 55,7   | 67,7   | 82,1           |
| Résidences secondaires et logements occasionnels (en %) | 27,1   | 20,4   | 9,7            |
| Logements vacants (en %)                                | 17,2   | 11,9   | 8,2            |

### Voies de communication et transports
- Condat est traversée par la D 679 qui conduit à Marcenat, Allanche et Neussargues-Moissac en direction du sud-est et vers Champs-sur-Tarentaine, Bort-les-Orgues en direction du nord-ouest en longeant les gorges de la Rhue.
- La D 678 conduit à Riom-ès-Montagnes vers l'ouest et vers Égliseneuve-d'Entraigues, puis Besse et Clermont-Ferrand vers le nord-est.
- La D 62 part en direction de Montboudif, vers le nord, et rejoint la D 678 vers le nord-est en direction de Clermont-Ferrand.
- La D 536 conduit à Montgreleix et au Cézallier (Puy-de-Dôme) vers l'est.

## Toponymie
Du terme pré-celtique Condate utilisé pour désigner un confluent. Le suffixe est devenu -at après amuïssement du -e final.[réf. nécessaire]

## Histoire

### Époque contemporaine
La commune est partiellement démembrée en 1847 au profit de Chanterelle et en 1865 au profit de Montboudif.
L'histoire contemporaine de Condat est liée au commerce itinérant de la toile, qui s'est développé à partir du milieu du XIXe siècle pour culminer dans l'entre-deux guerres. À la recherche de sources de revenus complémentaires aux activités agricoles, de nombreux Condatais ont entrepris d'exercer le métier de toilier, c'est-à-dire de marchand ambulant de toile. Cette activité a été particulièrement développée à Condat et dans le secteur couvrant Riom-ès-Montagnes, Espinchal, Allanche et Egliseneuve d'Entraigues. Elle a entraîné les toiliers parfois assez loin sur les routes, pour acheter puis vendre leurs toiles dans de nombreux départements français et parfois jusqu'en Algérie. Les recettes de leurs ventes ont permis aux toiliers de réhabiliter et de construire des maisons avec des matériaux de qualité. La physionomie de Condat, avec ses nombreuses maisons aux toits d'ardoise, reste marquée par cette période.
En 1944, pendant la Seconde Guerre mondiale, Condat fut marquée par la mort d'Eugène Papon, ancien combattant de la Première Guerre mondiale, abattu par les soldats allemands. En effet, l'homme, sourd, n'entendit pas les sommations qui lui ordonnaient de s'arrêter ; il fut abattu non loin du quartier du Vernet. Une stèle est érigée à cet endroit.
Le corps des sapeurs-pompiers de Condat est créé en 1946, par le maire Maurice Jabiol.

## Politique et administration

### Découpage territorial
La commune de Condat est membre de la communauté de communes du Pays Gentiane, un établissement public de coopération intercommunale (EPCI) à fiscalité propre créé le 29 décembre 1993 dont le siège est à Riom-ès-Montagnes. Ce dernier est par ailleurs membre d'autres groupements intercommunaux.
Sur le plan administratif, elle est rattachée à l'arrondissement de Saint-Flour, à la circonscription administrative de l'État du Cantal et à la région Auvergne-Rhône-Alpes.
Sur le plan électoral, elle dépend du canton de Riom-ès-Montagnes pour l'élection des conseillers départementaux, depuis le redécoupage cantonal de 2014 entré en vigueur en 2015, et de la deuxième circonscription du Cantal  pour les élections législatives, depuis le dernier découpage électoral de 1986.

### Tendances politiques et résultats
Aux élections municipales de 2020, Condat ayant moins de 1 000 habitants en 2017, l'élection a lieu au scrutin majoritaire plurinominal. Les quinze candidats, dont le maire sortant, sont élus au premier tour avec une participation de 60,72 %.

### Liste des maires
| Période                                  | Période                    | Identité                       | Étiquette | Qualité |
| ---------------------------------------- | -------------------------- | ------------------------------ | --------- | --- |
| Les données manquantes sont à compléter. |                            |                                |           | |
| 1790                                     | 1791                       | Bernard Rigaudère              |           | Prêtre |
| 1791                                     | 1822                       | François Solignat              |           | |
| 1822                                     | 1826                       | Jean-François Chomette         |           | |
| 1826                                     | 1827                       | Antoine Dalmas                 |           | |
| 1827                                     | 1828                       | François Solignac              |           | |
| 1828                                     | 1848                       | Antoine Savignac               |           | |
| 1848                                     | 1849                       | Chomette                       |           | |
| 1849                                     | 1856                       | Boyer                          |           | |
| 1856                                     | 1861                       | Savignac                       |           | |
| 1861                                     | 1872                       | Jean-Baptiste Auguste Chomette |           | |
| 1872                                     | 1876                       | Georges Vigier                 |           | |
| 1876                                     | 1877                       | Jean-Baptiste Auguste Chomette |           | |
| 1877                                     | 1879                       | Jean Servaire                  |           | |
| 1879                                     | 1881                       | Jean-Pierre Robert             |           | |
| 1881                                     | 1888                       | Boyer                          |           | |
| 1888                                     | 1913                       | Alexis Baduel                  |           | |
| 1913                                     | décembre 1919              | Ferdinand Baduel               |           | Député (1906-1919) |
| décembre 1919                            | 1920                       | Jean Victor Déchambre          |           | |
| 1920                                     | mai 1925                   | Élie Jalenques                 |           | |
| mai 1925                                 | 1929                       | Pierre Déchambre               |           | |
| 1929                                     | mai 1929                   | Élie Jalenques                 |           | |
| mai 1929                                 | 1933                       | Henri Robert                   |           | |
| 1933                                     | mai 1935                   | Élie Jalenques                 |           | |
| mai 1935                                 | 1941                       | Maurice Jabiol                 |           | |
| 1941                                     | 1941                       | Marie-Joseph Vendeix           |           | Maire désigné |
| 1941                                     | mai 1945                   | Louis Fournier                 |           | Maire désigné |
| mai 1945                                 | 1969                       | Maurice Jabiol                 |           | |
| 1969                                     | juin 1995                  | Germain Monteil                |           | |
| juin 1995                                | mars 2001                  | Jean-Claude Wälchli            | RPR       | Chef d'entreprise, conseiller général |
| mars 2001                                | mars 2008                  | René Dief                      | DVG       | |
| mars 2008                                | En cours (au 11 août 2020) | Jean Mage                      | DVD       | Retraité Fonction publique Conseiller général du canton de Condat (2011-2015) Conseiller départemental du canton de Riom-ès-Montagnes (2021- ) |

### Jumelages
- Cadaujac (France) depuis 2022[19]

## Équipements et services publics

### Équipements sportifs et de loisirs
- Le stade de la Gravière possède une capacité d'accueil de 60 places assises et plus de 500 places debout
- un pump track a été installé en 2024, près du rond-point.
- un city stade jouxte le stade.
- Aire de jeux pour enfants à proximité du stade avec tyrolienne.
- Piscine municipale ouverte durant la période estivale
- Centre équestre
- Parcours sportif en forêt
- Sentiers de randonnées, GR4, trail du haut Cantal
- Parcours découverte des arbres dans le parc du Poulainville
- Camping avec mini-golf
- Plan d'eau permettant la pêche
- À proximité, au centre nautique de Lastioulles : canoë-kayak, voile, pédalo, plage surveillée.

### Santé

#### Télémédecine
En 2019, la ville de Condat devient l'une des premières communes françaises à se doter d'une solution de télémédecine pour lutter contre le manque de médecins sur son territoire,. Un cabinet de téléconsultation installé par la start-up Healphi permet aux infirmiers locaux de prendre en charge les patients via le recours à des instruments médicaux connectés (stéthoscope, otoscope, etc.).
Le médecin distant peut alors poser son diagnostic et émettre une ordonnance, participant ainsi à faciliter l'accès aux soins.
Pour obtenir un rendez-vous, les patients peuvent joindre le cabinet de télémédecine par téléphone ou prendre rendez-vous en ligne.

## Population et société

### Démographie

#### Évolution démographique
L'évolution du nombre d'habitants est connue à travers les recensements de la population effectués dans la commune depuis 1793. Pour les communes de moins de 10 000 habitants, une enquête de recensement portant sur toute la population est réalisée tous les cinq ans, les populations de référence des années intermédiaires étant quant à elles estimées par interpolation ou extrapolation. Pour la commune, le premier recensement exhaustif entrant dans le cadre du nouveau dispositif a été réalisé en 2007.

En 2022, la commune comptait 950 habitants, en évolution de −5,57 % par rapport à 2016 (Cantal : −1,08 %, France hors Mayotte : +2,11 %).
| 1793  | 1800  | 1806  | 1821  | 1831  | 1836  | 1841  | 1846  | 1851  |
| ----- | ----- | ----- | ----- | ----- | ----- | ----- | ----- | ----- |
| 2 889 | 2 153 | 3 062 | 3 123 | 3 270 | 3 582 | 3 630 | 4 009 | 3 034 |

| 1856  | 1861  | 1866  | 1872  | 1876  | 1881  | 1886  | 1891  | 1896  |
| ----- | ----- | ----- | ----- | ----- | ----- | ----- | ----- | ----- |
| 3 096 | 3 150 | 2 404 | 2 247 | 2 321 | 2 517 | 2 604 | 2 579 | 2 596 |

| 1901  | 1906  | 1911  | 1921  | 1926  | 1931  | 1936  | 1946  | 1954  |
| ----- | ----- | ----- | ----- | ----- | ----- | ----- | ----- | ----- |
| 2 678 | 2 673 | 2 699 | 2 516 | 2 611 | 2 524 | 2 571 | 2 218 | 2 011 |

| 1962  | 1968  | 1975  | 1982  | 1990  | 1999  | 2006  | 2007  | 2012  |
| ----- | ----- | ----- | ----- | ----- | ----- | ----- | ----- | ----- |
| 1 657 | 1 592 | 1 481 | 1 438 | 1 262 | 1 121 | 1 025 | 1 010 | 1 025 |

| 2017 | 2022 | - | - | - | - | - | - | - |
| ---- | ---- | - | - | - | - | - | - | - |
| 995  | 950  | - | - | - | - | - | - | - |

#### Pyramide des âges
La population de la commune est relativement âgée. En 2020, le taux de personnes d'un âge inférieur à 30 ans s'élève à 23,2 %, soit un taux inférieur à la moyenne départementale (26,7 %). À l'inverse, le taux de personnes d'un âge supérieur à 60 ans (42,3 %) est supérieur au taux départemental (36,3 %).
En 2020, la commune comptait 484 hommes pour 501 femmes, soit un taux de 50,87 % de femmes, inférieur au taux départemental (51,16 %).
Les pyramides des âges de la commune et du département s'établissent comme suit :
| Hommes | Classe d’âge | Femmes |
| ------ | ------------ | ------ |
| 1,2    | 90 ou +      | 5,2    |
| 12,1   | 75-89 ans    | 18,9   |
| 24,4   | 60-74 ans    | 22,6   |
| 21,5   | 45-59 ans    | 18,1   |
| 15,8   | 30-44 ans    | 13,6   |
| 12,2   | 15-29 ans    | 10,3   |
| 12,7   | 0-14 ans     | 11,2   |

| Hommes | Classe d’âge | Femmes |
| ------ | ------------ | ------ |
| 1,2    | 90 ou +      | 3,1    |
| 10,1   | 75-89 ans    | 13,5   |
| 22,9   | 60-74 ans    | 22,6   |
| 21,8   | 45-59 ans    | 20,5   |
| 16,1   | 30-44 ans    | 15,2   |
| 13,8   | 15-29 ans    | 11,9   |
| 14,2   | 0-14 ans     | 13,3   |

## Culture locale et patrimoine

### Lieux et monuments

#### Lieux et monuments patrimoniaux

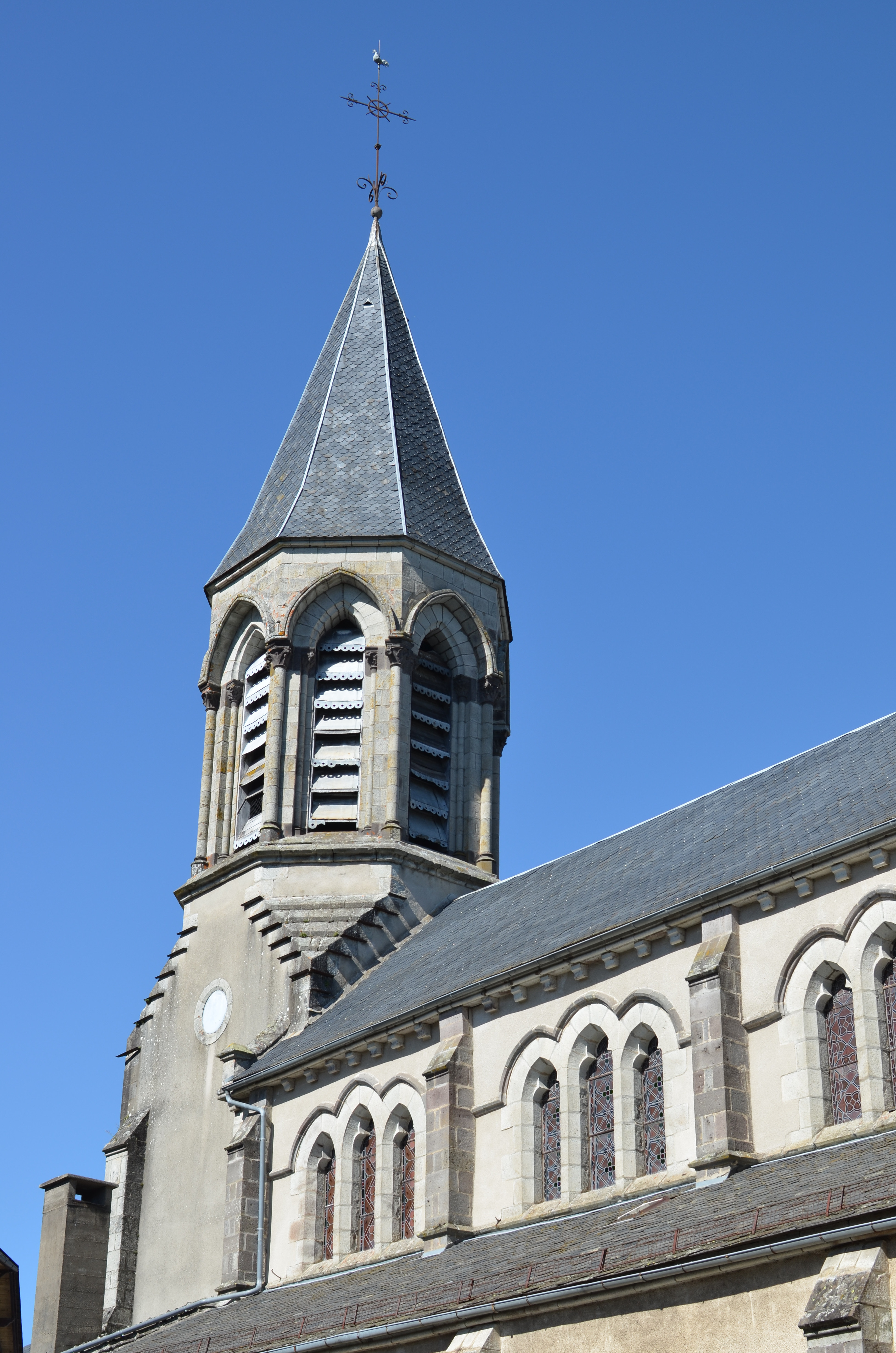
Clocher de l'église Saint-Celse et Saint-Nazaire.

- L'église Saint-Cels-et-Saint-Nazaire est le monument principal du bourg, elle est dédiée au Sacré Coeur, à Saint-Nazaire et à Saint-Celse, et date du XIXe siècle (inaugurée en 1884). Saint Loup de Sens, fêté le 1er septembre (fête patronale) est le saint protecteur de Condat. Une statue et un vitrail, représentant saint Loup, se trouvent dans l'église. La paroisse de Condat est également placée sous la protection de sainte Blandine (martyre romaine du IIIe siècle, découverte le 24 mai 1830, au fond d’une galerie de la catacombe de Saint-Calixte), depuis 1846, année de la translation de ses reliques dans l'église de Condat.
- Sur la place de la Mairie, devant l'Office de tourisme, se trouve le monument aux morts. Il fut inauguré le 29 juillet 1923. Travaillé dans un bloc de pierre de Volvic, c'est une œuvre de M. Chevalier. Il représente un poilu qui tombe une main crispée sur le cœur. 95 noms sont inscrits. Derrière le monument, la maison est remarquable par la qualité du faîtage du toit, les portes encadrées de pierre de Volvic, la présence d’œil-de-bœuf et deux crochets placés en haut du mur, sous la toiture à l'utilité énigmatique.
- L'ancien foirail (champ de foire) était utilisé pour le marché aux bestiaux ; les barres servant à attacher les vaches sont toujours présentes. Il est surplombé par la croix du jubilé qui était garante de l'honnêteté des marchés passés. Par tradition, le prêtre du village montait ici le jour des rameaux, il bénissait les quatre points cardinaux, en prononçant en latin la phrase suivante : « de la foudre et de la tempête, délivre-nous Seigneur ». La direction du vent ce jour-là indique celle du vent dominant de l'année.
- La maison Poulainville a appartenu au professeur Étienne Chabrol, hépatologue parisien. Il planta diverses espèces d'arbres, qui constituent aujourd'hui le parc ludique de Paulainville.
- L'école Saint-Joseph, ancienne demeure de la famille Boyer, rachetée en 1842, pour devenir une école catholique en remplacement de l'ancienne école qui se trouvait place basse. On peut voir la statue de saint Joseph et un clocheton. C'est aujourd'hui une école privée mixte.
- Le cimetière et sa lanterne des morts qui a été inaugurée en 1935. Il n'y avait auparavant pas de croix pour veiller sur le champ des morts. Le cimetière a été ouvert officiellement en 1835. La vente des concessions a démarré en 1842.
- Le pont des Prades a été construit de 1833 à 1869. Auparavant, des passerelles permettaient le franchissement de la Rhue : elles étaient régulièrement emportées par les crues. Le pont a été rénové en 1995.
- Le Moulin : la maison à gauche avant le pont du Bonjon est un ancien moulin de farine et de lin. On peut y remarquer la roue encastrée à quartier de silex et la croix au-dessus du toit.
- Croix :
  - la croix du champ de foire est une croix de Jubilé de 1886 ;
  - la croix de la Poste : autrefois pour la procession de la Fête-Dieu (fête populaire soixante jours après Pâques, marquée par l'adoration et la procession du Saint-Sacrement, placé dans l'ostensoir), les fillettes jetaient des pétales de fleurs devant le passage de l'ostensoir porté par le curé qui s'arrêtait devant des stations, dont celle de la croix de la Poste ;
  - la croix de la Giraude est relativement récente. C'est une croix dans un cercle comme les croix celtes. C'est une croix de pèlerinage pour les Rogations ;
  - la croix de la Planoune ;
  - la croix des Bories.
- Les ruines de l'abbaye de Féniers sont inscrites aux monuments historiques[27].
- La chapelle de Notre Dame d'Estaule, bâtie en 1737, donne lieu à un pèlerinage local tous les 15 août. Une statue découverte dans le creux d'un tronc d'arbre fut à l'origine de la construction d'un petit oratoire, puis de la chapelle.

#### Musées et expositions
- Le musée Servaire : il se présente comme un parcours chronologique composé de vitrines murales organisées autour d'un espace central composé d'ammonites géantes. Il s'adresse à tous les publics. Vertébrés, dinosaures, tigre à dents de sabre, crâne de mammouth retracent la longue évolution des vertébrés, des premiers chordés aux mammifères.
- Le musée de la Préhistoire : il se présente comme un parcours progressif à travers les différentes époques de la préhistoire et se divise en 6 unités : l'Australopithèque, l'Homo habilis, l'Homo erectus, l'Homo neandertalis, l'Homo sapiens et la grotte.
- Le musée d'Art : la première salle présente des collections permanentes : un ancien intérieur auvergnat et l'atelier du fromage, les anciens métiers, des tableaux, des sculptures, des maquettes. La seconde salle accueille des expositions temporaires dédiée aux artistes de préférence locaux.
- L'exposition permanente consacrée à Albert Monier, photographe avec notamment un film retraçant sa vie. Une salle d'exposition est à disposition des peintres et photographes locaux pendant la saison estivale.

### Personnalités liées à la commune
- Marie-Aimée Méraville (1902-1963), institutrice et conteuse
- Albert Monier, photographe
- Christian Malon, photographe
- Karim Sène, perchiste sénégalais

### Héraldique
| Blason de Condat | Blason  | De gueules à la crosse contournée d’argent accostée de deux trèfles d'or.                                                   |
| Blason de Condat | Détails | La commune de Condat a repris le blason des moines de l'abbaye de Féniers. Le statut officiel du blason reste à déterminer. |